# Kimants (peuple)
Les Kimants (ge'ez: ቅማንት) sont un sous-groupe ethnique agew en Éthiopie qui pratique traditionnellement une religion dite paganiste-hébraïque.